# Franz Wolfgang von Stechow
Franz Wolfgang Freiherr von Stechow (geb. 4. März 1694 (oder 1684) in Fahrland; gest. 22. Januar 1758 in Plawniowitz) war ein kurpfälzischer Kammerherr, Hofrat und preußischer Landrat.

## Leben

Stammwappen derer von Stechow

Franz Wolfgang Freiherr von Stechow war Angehöriger des alten märkischen Adelsgeschlechts Stechow. Er war ein Sohn des Christoph Freiherr von Stechow (* 25. Juli 1647), Gründer des Hauses Plawniowitz, in Schlesien, und dessen Ehefrau Thekla Margaretha († 13. April 1701), Tochter des Reinold von Münster. Eine ältere Schwester von ihm war Maria Josepha Freiin von Stechow (1690–1727). Nach einem Studium der Rechtswissenschaften an der Karls-Universität in Prag wurde er kurpfälzischer Kammerherr und Hofrat in der Pfalzgrafschaft Pfalz-Neuburg.
Am 19. August 1737 erwarb er für 21.500 Gulden das Gut Plawniowitz, heute Pławniowice. Er betrieb dort auch einen Hochofen; wie andere Gutsherren der Region. Ab 1743 amtierte er als erster Landrat des Kreises Tost. Das Amt übte er bis zum 24. Oktober 1747 aus, sein Nachfolger wurde Carl Friedrich von Bludowsky. 1748 erwarb er die Güter Ruda, Biskupitz und Hammer. Am 20. November 1751 stiftete er ein Familienfideikommiss, das am 23. Januar 1752 bestätigt wurde.
Nachfolgend ging der Besitz Plawnowitz im niederschlesischen Landkreis Strehlen, da der eigene Sohn verstarb, an dessen Schwager, aus der Familie der Grafen von Ballestrem, die das Gut um das heutige Schloss Plawniowitz erweiterten.

## Persönliches
Franz Wolfgang Freiherr von Stechow war seit dem 6. September 1722 mit Maria Theresia Helena (1701–1747), geb. Freiin von Greiffenclau zu Vollrads, Tochter des Johann Erwein von Greiffenclau-Vollrads und dessen Ehefrau Anna Lioba, geb. Freiin von Sickingen-Sickingen (1666–1704), verheiratet. Das Ehepaar hat folgende Kinder:
- Maria Elisabeth Agusta (1723–1794), verheiratete von Ballestrem[4]
- Franz Wolf (auch Franz Carl) (1728–1798)
- Eva Maria Theresia (1746–1822)